# IC 2525
IC 2525 је галаксија у сазвјежђу Мали лав која се налази на листи објеката дубоког неба у Индекс каталогу.
Деклинација објекта је + 37° 6' 9" а ректасцензија 9h 58m 24,9s. Привидна величина (магнитуда) објекта IC 2525 износи 14,6 а фотографска магнитуда 15,6. IC 2525 је још познат и под ознакама CGCG 182-52, NPM1G +37.0242, PGC 28807.